# Ercole d'Azeglio
Ercole d'Azeglio (mort le 6 juin 1515) est un ecclésiastique piémontais qui fut évêque d'Aoste de 1511 à 1515.

## Élection contestée
Après la mort de l'évêque François de Prez le 22 mai 1511 le chapitre de chanoines de la Cathédrale d'Aoste s'empresse d'élire Charles de Challant protonotaire apostolique et Prévôt commendataire de Saint-Gilles de Verrès qui avait été pressenti en 1504 comme coadjuteur de François de Prez. Le Pape Jules II et la curie romaine refuse cette élection et impose le 22 août 1511 leur candidat Ercole d'Azeglio, fils d'Umberto marquis de Ponzone issu d'une noble famille originaire d'Azeglio dans le diocèse d'Ivrée. Ercole d'Azeglio participe à la 3e session du Cinquième concile du Latran comme représentant « ducus Sabaudia orator » du duc Charles III de Savoie dont il est le conseiller. Après un épiscopat de cinq ans sans jamais être venu à Aoste, Il meurt à Ivrée le 6 juin 1515 et il est inhumé dans l'église des Augustins de cette cité.